# Південний Раджагаладенна
Грама Ніладхарі Південний Раджагаладенна (№ W/104/4) — Грама Ніладхарі підрозділу ОС Ухана, округ Ампара, Східна провінція, Шрі-Ланка.

## Демографія
| Населення (2007) | Населення (2007) | Населення (2007) | Населення (2007) | Населення (2007) |
| Населення        | Чоловіки         | Жінки            | Діти             | Дорослі          |
| ---------------- | ---------------- | ---------------- | ---------------- | ---------------- |
| 1037             | 503              | 534              | 344              | 693              |